# مارسلا والرا
مارسلا والرا (انگلیسی: Marcela Valera؛ زادهٔ ۱۲ آوریل ۱۹۸۷) بازیکن فوتبال اهل مکزیک است.
وی همچنین در تیم ملی فوتبال زنان مکزیک بازی کرده‌است.